# Якуб Кулганек
Якуб Кулганек (нар. 30 червня 1984, Мельник, Середньочеський край, Чехословацька СР) — чеський політик і державний діяч, міністр закордонних справ Чехії з 21 квітня до 17 грудня 2021 року в другому уряді Андрея Бабіша. З лютого до листопада 2014 року обіймав посаду заступника міністра оборони Чехії, з 2014 до 2016 року був заступником міністра закордонних справ, а з червня 2018 року до квітня 2021 року був заступником міністра внутрішніх справ Чехії. Член Чеської соціал-демократичної партії.

## Біографія
2004 року здобув середню освіту в Гімназії над Штолоу в Празі. 2008 року здобув ступінь бакалавра міжнародних відносин на факультеті соціальних наук Карлового університету. Закінчив навчання, захистивши бакалаврську дисертацію з Придністров'я. Він також здобув ступінь магістра в Джорджтаунському університеті у Вашингтоні, де вивчав Росію.
З 2008 до 2011 рік був аналітиком неурядової неприбуткової організації «Асоціація з міжнародних відносин», з червня 2013 року до березня 2015 року він був членом Ради директорів АМО. Він також працював науковим співробітником у Центрі аналізу європейської політики. Як аналітик він зосередився на пострадянському регіоні, зокрема вивчав відносини Росії з НАТО та з ЄС та російські відносини з окремими пострадянськими державами.
Якуб Кулганек проживає в місті Мельник, у тому ж, у якому народився. Він неодружений.

## Політична кар'єра
Із 2013 до 2017 року працював парламентським радником тодішнього спікера Палати депутатів парламенту Чехії Яна Гамачека, а з лютого до листопада 2014 року був заступником міністра оборони Чехії Мартіна Стропніцького. Він також був радником прем'єр-міністра Богуслава Соботки.
З листопада 2014 року був заступником міністра закордонних справ Чехії Любомира Заоралека, відповідальним за політику безпеки та багатосторонні відносини. Йому довелось полишити міністерство в травні 2016 року через те, що він не пройшов процедуру відбору, під час якої мав довести, що є достатньо компетентним для зайняття посади, відповідно до Закону про державну службу. Крім того, його звільнення супроводжувалось сумнівами в результатах його екзамену з російської мови (посада, яку він обіймав, вимагала знання щонайменше двох іноземних мов). Замість того, щоб безкоштовно скласти цей екзамен в Чернінському палаці, він полетів до Києва. Тому результати цього екзамену ставились під сумнів.
Після залишення ним Міністерства закордонних справ, він працював зовнішнім консультантом у китайській компанії «CEFC Europe», де, за його власними словами, він займався аналізом інвестиційних проєктів та регуляторного середовища в ЄС. У червні 2018 року він став політичним заступником міністра внутрішніх справ Чехії Яна Гамачека.

### Кандидатура на виборах
На виборах до Європарламенту 2019 року він балотувався від Чеської соціал-демократичної партії, однак йому не вистачило голосів, щоб стати членом Європарламенту. На регіональних виборах 2020 року він балотувався від ЧСДП до Крайової ради Середньочеського краю, однак і там йому не вдалося перемогти.

### Міністр закордонних справ Чеської Республіки
Після звільнення міністра закордонних справ Чехії Томаша Петржичека в квітні 2021 року та відхилення кандидатури Любомира Заоралека на цю посаду, ЧСДП висунула його на посаду міністра закордонних справ Чеської Республіки. 15 квітня 2021 року він зустрівся з президентом Чехії Мілошем Земаном, який 21 квітня 2021 року призначив його міністром.